# Laura Bates
Laura Bates, född 27 augusti 1986 i Oxford, är en brittisk aktivist, skribent och grundare av Everyday Sexism Project som är en internetsamling med fler än 100 000 inlägg av kvinnor om deras erfarenheter av sexism i vardagen. Hon debuterade med boken Everyday Sexism år 2014.

## Biografi
Bates avlade examen i engelsk litteratur vid Universitetet i Cambridge år 2007.

### Yrkesliv
Under de första två åren efter att Bates hade avlagt sin examen arbetade hon kvar vid universitetet i Cambridge som forskningsassistent åt psykologen Susan Quilliam.
När hon sedan var verksam som barnskötare och skådespelare började hon lägga märka till hur ofta hon konfronterades av sexism i vardagen. Exempelvis ville flickorna som hon såg efter inte äta pasta för att de var rädda för att få tjocka lår, och som skådespelerska blev hon ofta uppmuntrad att "Sex it up a bit!" eller fick roller som beskrevs som "fuckable, yet naive"
Idag är Bates verksam som skribent för bland annat The Guardian.
År 2016 publicerade Bates en artikel i The Guardian där hon kritiserade Wikipedia för dess ojämlika könsfördelning, både bland artiklar och redaktörer. Hon varnar för att könsdiskriminering i historieskrivningen riskerar att fortsätta reproduceras om detta inte åtgärdas. Konsekvenserna av den skeva könsfördelningen bör enligt Bates inte underskattas. Då uppemot 53 procent av amerikanska internetanvändare söker efter information på Wikipedia (70 procent av högskoleutbildade användare!), och internetsidan beräknas vara den femte mest besökta hemsidan i världen finns det minst sagt anledning att misstänka att informationen på hemsidan direkt påverkar vilka som exempelvis blir  inbjudna att tala vid konferenser och evenemang.
Ingen av Bates böcker har ännu översatts till svenska.

## KampanjenEveryday Sexism
Projektet startades av Bates år 2012 som ett initiativ för att skapa en plattform där kvinnor kunde dela med sig av erfarenheter av sexism. Det växte i explosionsartad takt och det dröjde inte länge förrän fler än 50 000 kvinnor hade gjort inlägg på hemsidan. Bates blev inbjuden till internationella paneler för att samtala om hur problemen kunde tacklas världen över. Därmed gick projektet snabbt från att vara ett välvilligt initiativ till att bli ett heltidsjobb.
Idag finns landsspecifika versioner av projektet i 24 länder, däribland Sverige.
Projektet sägs ha bidragit till förståelsen för hur kvinnors missförhållanden hänger ihop på mikro- och makronivåer: "det lägger fram bevis för hur det ständiga flödet av sexism, sexualisering och objektifiering kan kopplas till mäns kontroll och förmodade ägande av kvinnors kroppar, och hur bakgrundsbruset som utgörs av trakasserier och ofredanden kan kopplas till maktbevarande strategier som våld och våldtäkt."

## Publikationer
- 2013 Shakespeare Saved My Life: Ten Years in Solitary with the Bard Sourcebooks ISBN 9781402273148
- 2014 Everyday Sexism Simon & Schuster ISBN 9781471149207
- 2016 Girl Up Simon & Schuster ISBN 9781471149504